# Nicrophorus antennatus
Nicrophorus antennatus là một loài bọ cánh cứng được miêu tả khoa học đầu tiên bởi Edmund Reitter năm 1884.